# Grappler Baki
Grappler Baki (jap. グラップラー刃牙 Gurappurā Baki) – shōnen-manga napisana i zilustrowana przez Keisuke Itagaki, publikowana na łamach magazynu „Shūkan Shōnen Champion” oraz w formie tomowej przez wydawnictwo Akita Shoten w latach 1991–1999.
W latach 1999–2005 powstawał dalszy ciąg serii pod nazwą New Grappler Baki a od 2005–2012 – Baki: Son of Ogre. Po 2 letniej przerwie, 20 marca 2014 roku, został opublikowany dalszy wątek serii pod nazwą Baki-Dō, seria zakończyła się 5 kwietnia 2018 roku, z łączną ilością 22 tomów. Kolejny wątek Bakidō, był wydawany w latach 2018-2023, zbierając łączną ilość 16 tomów. Od 24 sierpnia 2023 roku, wydawana jest szósta seria mangi Baki Rahen.
Na podstawie mangi powstała również adaptacja anime, która doczekała się dwóch serii. Pierwsza seria – Baki the Grappler, składała się z 24 odcinków emitowanych od 8 stycznia do 25 czerwca 2001, a druga pod nazwą Grappler Baki Maximum Tournament – od 23 lipca do 24 grudnia tego samego roku i podobnie jak pierwsza seria – składała się również z 24 odcinków. Ponadto adaptacja anime doczekała się odcinka OVA, który wydany został w 1994 roku.  

## Fabuła
Fabuła toczy się wokół Baki Hanmy, jego głównym celem jest pokonanie swojego ojca, Yujiro Hanmy, czyli najsilniejszej istoty na świecie. Po tym gdy Yujiro zamordował matkę Bakiego, Emi Akezawę. Baki stara się stać silniejszy od swojego ojca poprzez makabryczny trening oraz walki z silniejszymi od siebie przeciwnikami gdy tylko nadejdzie okazja.  

## Manga
Lista serii ułożona chronologicznie:
Główna seria:
- Grappler Baki (jap. グラップラー刃牙 Gurappurā Baki) (42 tomy, wydana w latach 1991–1999[1])
- Baki (jap. バキ) (31 tomy, wydana w latach 1999–2005[1])
- Hanma Baki (jap. 範馬刃牙) (37 tomów, wydana w latach 2005–2012[1])
- Bakidō (jap. 刃牙道) (22 tomy, wydana w latach 2014–2018[1])
- Bakidō (jap. バキ道) (16 tomów, wydawana od 2018 do 2023[1])
- Baki Rahen (jap. 刃牙らへん) (wydawana od 2023[2])

Spin-offy ułożone chronologicznie:
- Grappler Baki Gaiden (jap. グラップラー刃牙外伝) - wątek poboczny, opublikowany w dziewięciu rozdziałów w 1999. Opowiada walkę między Antonio Igarim i Mount Tobą.

- Baki: Tokubetsuhen Saga (jap. (バキ特別編SAGA) - erotyczny wątek poboczny, rozwija się od wątku z rozdziału 15 Baki.
- Baki Gaiden: Scarface (jap. バキ外伝 疵面 -スカーフェイス) - spin-off, opisujący przygody Kaoru Hanayamy. Napisane i ilustrowane przez Yukinao Yamauchi. Posiada 8 tomów.
- Baki Hanma 10.5 Gaiden: Pickle (jap. 範馬刃牙10.5巻外伝ピクル) - wątek rozwijający się po rozdziale 10 Baki Hanma - Son of Ogre. Zawiera jeden tom.
- Baki Gaiden: Gaia (jap. バキ外伝 Gaia) - spin-off, opublikowany w 2009, napisany i ilustrowany przez Hitoshi Tomizawe, przedstawia przygody Gai.
- Baki Domoe (jap. バキどもえ) - komediowy spin-off, ilustrowany i napisany przez Naoki Saito. Wydane cyfrowo w 2010, później w wersji fizycznej w 2014 roku.
- Baki Gaiden: Kizuzura: (jap. バキ外伝 創面) - spin-off, opisujący przygody Kaoru Hanayamy w szkole średniej, napisana przez Yukionao Yamauchi. Wydanie zostało opublikowane pierwszy raz w 2012 roku. Zawiera 3 tomy.
- Baki Gaiden: Kenjin (jap. バキ外伝 拳刃) - spin-off opublikowany w 2013 roku, opowiadający przygody Doppo Orochiego, napisany i ilustrowany przez Kengou Miyatani.
- Yuenchi: Baki Gaiden - (jap. ゆうえんち〜バキ外伝〜) - opowieści toczące się w świecie Grappler Baki, napisane przez Baku Yumemakurę i ilustrowane przez Keisuke Itagaki. Jest publikowane of 2018 roku.
- Baki: Revenge Tokyo (jap. バキ REVENGE TOKYO) - krótki spin-off wyprodukowany dla adaptacji anime Baki, łączący 5 rozdziałów. W 2018, wspomniany wątek został dodany do shinsōban edycji Baki.
- Grappler Baki: Remake (jap. グラップラー刃牙) - przerobiona wersja pierwszego rozdziału Grappler Baki, została wydana dla 50 rocznicy Weekly Shounen Champion w 2019 roku.
- Baki Gaiden: Retsu Kaioh Isekai Tensei Shitemo Ikkō Kamawan! (jap. バキ外伝 烈海王は異世界転生しても一向にかまわんッッ) - spin-off isekai, opisujące przygody zreinkarnowanego Kaioh Retsu w innym świecie. Zillustrowane przez Eiji Murai. Publikacje zaczęto 6 listopada 2020 roku.
- Baki Gaiden: Gaia to Sikorsky ~Tokidoki Nomura Futari Dakedo San'nin Kurashi~ (jap. バキ外伝 ガイアとシコルスキー 〜ときどきノムラ 二人だけど三人暮らし〜) - spin-off napisany przez Keisuke Itagaki, ilustrowany przez Takaaki Hayashi. Publikacja rozpoczęła się w 2022. Zawiera jeden tom.

## Postacie

### Grappler Baki

#### Underground Arena Saga
- Baki Hanma
- Mount Toba
- Matsuo
- Atsushi Suedou

#### Childhood Saga
- Emi Akezawa
- Yuri Chaykovsky
- Reiichi Andou
- Shuumei Kanou
- Kanji Igari
- Kaoru Hanayama
- Gaia
- Doppo Orochi

#### Maximum Tournament Saga
- Chiharu Shiba
- Iron Micheal
- Yuu Amanai

- Kaiou Ryuu
- Jack Hanma
- Mitsunari Tokugawa
- Alexander Gallen
- Kureha Shinogi
- Koushou Shinogi
- Gouki Shibukawa

### Baki

#### Most Evil Death Row Convicts Saga
- Kaioh Dorian
- Spec
- Hector Doyle
- Sikorsky
- Ryuukou Yanagi
- Morio Sonoda
- Kunimatsu
- Ryou
- Biscuit Oliva

#### Great Chinese Challenge Saga
- Mohammad Alai Jr.
- Mohammad Alai
- Youou Chou

- Kaioh Han
- Kaioh Son
- Kaioh Jo
- Kaioh Samwan
- Kaioh Chin
- Kaiou Ri
- Kaioh Jyaku
- Kaioh Kaku
- Shunsei Kaku

### Baki Hanma: Son of Ogre

#### Combat Shadow Fighting Saga
- Rumina Ayukawa
- Saman

#### Great Prison Battle Saga
- Jun Guevaru
- Mouth
- Self-styled First
- Maria
- Kent

#### Pickle Wars Saga
- Pickle
- Albert Payne

#### Warrior's Struggle Saga
- Kaiser
- Wilbur Bolt
- Joe Cruiser
- Garry

#### Strongest Father and Child Quarrel Saga
- Yuichiro Hanma

### Baki-Dou
- Sam Atlas
- Musashi Miyamoto
- Saimei Koike
- Sabuko Tokugawa

### Bakidou
- Nomi No Sukune
- Nomi No Sukune II
- Taima no Kehaya the 101st